# Johnathan Abram
Johnathan Jauquez Abram (* 25. Oktober 1996 in Columbia, Mississippi), ist ein American-Football-Spieler auf der Position des Safeties in der National Football League (NFL). Er spielte College Football für die Mississippi State University und wurde in der ersten Runde des NFL Draft 2019 von den Oakland Raiders ausgewählt.

## Highschool
Abram spielte Football in der East Marion High School in Columbia, Mississippi. Dort spielte er als Safety und Quarterback. In seinem Senior-Jahr wurde er Conference’s Defensive Player of the Year als Safety.
Abram ist ein Zwei-Sport-Athlet und hat auch drei Mal für das Baseball-Team gespielt.

## College
Abram verpflichtete sich am 1. November 2014 in Georgia. Nach seinem ersten Semester in Georgia kündigte Abram an, dass er aussteigen werde. Gründe für den Ausstieg waren persönliche Probleme und der Wechsel von Defensive Coordinator Jeremy Pruitt nach Alabama.
Nach dem Transfer zum Jones County Junior College erhielt Abram vier Monate nach seinem Wechsel wieder ein Stipendium aus Georgia. Am 16. Dezember 2016 kündigte Abram an, dass er die letzten zwei Jahren für die Mississippi State spielen werde. Nach seinem Abschlussjahr, in dem er die Mannschaft mit 93 Tackles anführte, wurde Abrams von den Medien zum ersten Team All-SEC und von den Trainern zum zweiten Team ernannt. Abram wurde auch zum Senior Bowl 2019 eingeladen. Dort spielte er unter San Francisco 49ers’ Cheftrainer Kyle Shanahan.

## NFL
Die Oakland Raiders wählten Abram in der ersten Runde (27. Pick) des NFL Draft 2019 aus. Der Pick wurde von den Dallas Cowboys in einem Handel erworben, der Amari Cooper nach Dallas schickte. Abram konnte bei den Raiders nie die in ihn als Erstrundenpick gesetzten Erwartungen erfüllen und wurde daher nach dreieinhalb Jahren im November 2022 entlassen, nachdem er seinen Platz in der Stammformation verloren hatte. Daraufhin nahmen die Green Bay Packers ihn über die Waiver-Liste unter Vertrag. Am 29. November entließen die Packers Abram wieder. Daraufhin wurde Abram erneut über die Waiver-Liste verpflichtet, dieses Mal von den Seattle Seahawks. Im März 2023 nahmen die New Orleans Saints Abram unter Vertrag. Er wurde Ende August vor Saisonbeginn entlassen und anschließend in den Practice Squad aufgenommen. Obwohl er immer wieder zu Einsätzen kam, wurde Abrams Vertrag bei den Saints am 22. Oktober 2024 aufgelöst.